# 枝下インターチェンジ

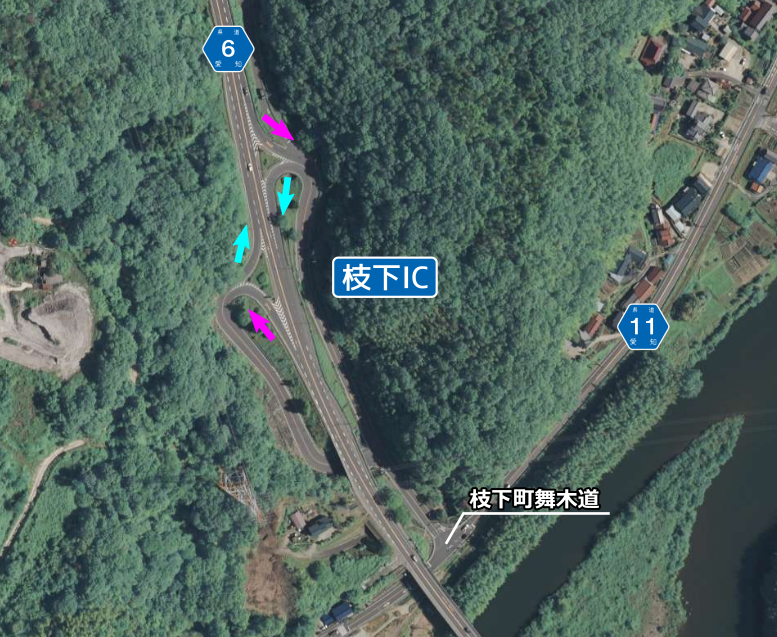
IC全景
帰属：国土交通省「国土画像情報（カラー空中写真）」
配布元：国土地理院地図・空中写真閲覧サービス

枝下インターチェンジ（しだれインターチェンジ）は、愛知県豊田市枝下町にある猿投グリーンロードのインターチェンジである。
両方向への出入り口がある。また、力石ICまでの通行料金は無料である。

## 接続する道路
- 愛知県道11号豊田明智線

## 周辺
- 豊田市運動公園
- 愛知みずほ大学（跡地：平成25年度をもって撤退）
- 旧枝下駅（名鉄三河線の廃駅）

## 隣のインターチェンジ
猿投グリーンロード
西広瀬IC - 枝下IC - 力石IC
当ICから八草方面を利用の場合、中山ICまで出口はない。